# Antoine Meillet
Antoine Meillet [atuan mejjet] (11. listopad 1866, Moulins – 21. září 1936, Châteaumeillant (Cher)) byl francouzský jazykovědec, indoevropeista a slavista.

## Biografie
Vystudoval na pařížské Sorbonně, kde jej nejvíce ovlivnili Michel Bréal, Ferdinand de Saussure a vědci z okruhu Année sociologique. Roku 1890 se zúčastnil badatelské výpravy na Kavkaz, kde se naučil arménsky. Navazoval na mladogramatickou školu, sám ale spíše patřil k tzv. francouzské sociologické škole. Od roku 1905 byl profesorem na Collège de France, z jeho četných žáků vynikli Émile Benveniste, Georges Dumézil, André Martinet a další..

## Dílo
Nepředpokládal, že lze rekonstruovat prapůvodní indoevropský jazyk, ale poukázal na to, že lze vystopovat společné základy jednotlivých indoevropských jazyků. Věnoval se zvláště slovanským jazykům, albánštině, arménštině a litevštině. Ve 20. letech úzce spolupracoval s Jeanem Vendryesem. Jeho Úvod do studia indoevropských jazyků (Introduction á l'étude comparative des langues indoeuropéennes) z roku 1903 je dodnes považován za základní učebnici oboru, jeho "Etymologický slovník latinského jazyka" z roku 1932 vyšel znovu roku 2001. Redigoval časopis Les langues du monde (Jazyky světa).